# 제임스 팔레
제임스 버나드 팔레(James Bernard Palais, 1934년 ~ 2006년)는 미국인 한국역사학자이다. 미국 한국학의 대부로 평가된다. 지속론에 대해 얘기했다.

## 생애와 경력
1934년 미국 메사추세츠주의 케임브리지시에서 출생하였다. 미국 하버드 대학교를 졸업하고 1957년부터 1년간 주한미군으로 복무한 것을 계기로 한국학을 연구하게 되었다. 예일대학에서 석사를, 하버드대 대학원에서 1968년에 박사학위를 받았다. 1970~80년대 한국의 민주화 운동에도 동참하였으며, 박정희 정권시절 대한민국 정부의 지원금 제의를 인권탄압을 이유로 거절한 일화가 전해진다. 1968년부터 2001년까지 미국 시애틀의 워싱턴대학교 교수로 재직했다. 2002년부터 2004년까지 성균관대학교 동아시아학술원 원장을 지냈다. 케임브리지 히스토리 총서 시리즈 중 《Cambridge history of Korea》의 편집책임자를 맡았었다. 2006년 8월 6일 사망했다.

## 업적과 저서
조선시대사에 관한 많은 논문과 저서를 발표했다. 1975년에 출간한 《Politics and policy in traditional Korea》(역서 : 전통한국의 정치와 정책, 이훈상 번역, 신원문화사, 1993), 1996년에 출간한《Confucian statecraft and Korean institutions:Yu Hyong-won and his times》(유교적 경세론과 조선의 제도들:유형원과 조선 후기1.2,김범 번역, 산처럼, 2007)등이 대표적 저서이다.

## 수상
1995년 연세대학교에서 용재상을, 1998년에는 《Confucian statecraft and Korean institutions:Yu Hyong-won and his times》로 미국에서 존 휘트니 홀 저서상(John Whitney Hall book prize)을 수상했다. 2001년 미국 아시아학회 특별 공로상을 수상했다.

## 사후
북미아시아학회가 제임스 팔레의 업적을 기리는 제임스 팔레 한국학 도서상을 제정했다. 기금 4만 달러 중 2만 달러를 한국국제교류재단이 매칭 펀드 방식으로 기부해 제정되었으며, 2010년부터 한국과 관련한 영문 출판물 가운데 우수작을 선정해 상금 2천 달러를 시상한다.

## 참고 문헌
- 이훈상 역, 《전통한국의 정치와 정책》, 신원문화사, 1993
- 김범 역, 《유교적 경세론과 조선의 제도들:유형원과 조선 후기1.2》, 산처럼, 2007

1. 1 2  ‘한국학 1세대’ 팔레, 민주화운동도 동참한겨레신문, 2011년 2월 27일
2. ↑  제임스 팔레 한국학도서상 제정한겨레신문, 2009년 3월 27일